# Josh Watson
Joshua John Watson (conocido como Josh Watson; Newcastle, 31 de julio de 1979) es un deportista australiano que compitió en natación.
Ganó una medalla de oro en el Campeonato Mundial de Natación en Piscina Corta de 1999, en la prueba de 200 m espalda.
Participó en dos Juegos Olímpicos de Verano, en los años 2000 y 2004; en Sídney 2000 le fue otorgada una medalla de plata en el relevo 4 × 100 m estilos por nadar la serie preliminar.

## Palmarés internacional
| Juegos Olímpicos                    | Juegos Olímpicos   | Juegos Olímpicos | Juegos Olímpicos  |
| Año                                 | Lugar              | Medalla          | Prueba            |
| ----------------------------------- | ------------------ | ---------------- | ----------------- |
| 2000                                | Sídney (Australia) | Medalla de plata | 4 × 100 m estilos |
| Campeonato Mundial en Piscina Corta |                    |                  |                   |
| Año                                 | Lugar              | Medalla          | Prueba            |
| 1999                                | Hong Kong (China)  | Medalla de oro   | 200 m espalda     |

1. ↑  Compitió en la serie preliminar.